# ジフェニルメタノール
ジフェニルメタノール(diphenylmethanol)は、化学式が(C6H5)2CHOH、分子量が184.23 g/molの第二級アルコールである。融点は65-67°C、沸点は297-298°Cである。香料や薬剤の製造に使われる。目、皮膚および呼吸器系に対し刺激性を有する。

## 合成法
臭化フェニルマグネシウムとベンズアルデヒドとのグリニャール反応、もしくは、水素化ホウ素ナトリウムまたは亜鉛粉末によるベンゾフェノンの還元により得られる。